# جوزپه ساراگات
جوزپه ساراگات (انگلیسی: Giuseppe Saragat; زاده ۱۹ سپتامبر ۱۸۹۸ – درگذشته ۱۱ ژوئن ۱۹۸۸) یک سیاست‌مدار و دیپلمات اهل ایتالیا بود. جوزپه ساراگات در ۱۱ ژوئن ۱۹۸۸
در سن ۸۹ سالگی درگذشت.